# Día de la Deuda Ecológica

Progreso de las fechas para el Earth Overshoot Day con el número de Tierras necesarias para proveer de recursos a toda la población (de consumir como el promedio)

Progresión gráfica del día de sobregiro de la tierra por año desde 1970 hasta la actualidad. Nótese la diferencia de tendencia en 2020 debido a la pandemia.

El Día de la Deuda Ecológica, también conocido como Día del Sobregiro de la Tierra o Día de la Sobrecapacidad de la Tierra (en inglés como Earth Overshoot Day, o el Ecological Debt Day y por sus siglas en dicho idioma: EOD), es el día del año (día del calendario) en que la humanidad ha agotado el presupuesto de la naturaleza para el año. Durante el resto del año, la sociedad opera en un exceso ecológico al reducir las reservas de recursos locales y acumular dióxido de carbono en la atmósfera. Es decir cuando el consumo de recursos naturales por parte de los seres humanos excede la capacidad terrestre de regenerar tales recursos ese mismo año.
El primer Día de la Deuda Ecológica fue el 19 de diciembre de 1987. En 2014, el Día del Sobregiro de la Tierra fue el 19 de agosto. El Día del Sobregiro de la Tierra en 2015 fue el 13 de agosto y el 8 de agosto de 2016. En 2022, el Día del Sobregiro fue el 28 de julio.
| Año  | Overshoot Day    |
| ---- | ---------------- |
| 1970 | 29 de diciembre  |
| 1971 | 24 de diciembre  |
| 1974 | 27 de noviembre  |
| 1976 | 19 de noviembre  |
| 1980 | 3 de noviembre   |
| 1981 | 13 de noviembre  |
| 1986 | 1 de noviembre   |
| 1987 | 23 de octubre    |
| 1990 | 11 de octubre    |
| 1991 | 12 de octubre    |
| 1995 | 5 de octubre     |
| 1996 | 4 de octubre     |
| 2000 | 23 de septiembre |
| 2001 | 26 de septiembre |
| 2005 | 26 de agosto     |
| 2007 | 14 de agosto     |
| 2008 | 15 de agosto     |
| 2009 | 19 de agosto     |
| 2010 | 8 de agosto      |
| 2011 | 11 de agosto     |
| 2012 | 4 de agosto      |
| 2013 | 4 de agosto      |
| 2014 | 5 de agosto      |
| 2015 | 13 de agosto     |
| 2016 | 8 de agosto      |
| 2017 | 3 de agosto      |
| 2018 | 1 de agosto      |
| 2019 | 29 de julio      |
| 2020 | 22 de agosto     |
| 2021 | 25 de julio      |
| 2022 | 28 de julio      |
| 2024 | 1 de agosto      |
| 2025 | 24 de julio      |

Cuando se ve a través de una perspectiva económica, el EOD representa el día en que la humanidad entra en un gasto de déficit ecológico. En ecología, el término "Earth Overshoot Day" ilustra el nivel por el cual la población humana supera su ambiente. 
El Earth Overshoot Day es calculado por la Red Global de Huella Ecológica (en Inglés: Global Footprint Network) y es una campaña apoyada por docenas de otras organizaciones sin fines de lucro. Información sobre los cálculos de la Red de Huella Global y huellas ecológicas nacionales están disponibles en internet.